# Miracema
Miracema è un comune del Brasile nello Stato di Rio de Janeiro, parte della mesoregione del Noroeste Fluminense e della microregione di Santo Antônio de Pádua.
Il comune è suddiviso in 3 distretti: Miracema (sede comunale), Paraíso do Tobias e Venda das Flores.